# Josepmaria Escrivá de Balaguer
Josepmaria Escrivá de Balaguer batejat amb el nom de José María Escrivá Albás (Barbastre, província d'Osca, 9 de gener de 1902 - Roma, 1975) fou sacerdot aragonès i fundador de l'Opus Dei l'any 1928. Beatificat l'any 1992 i canonitzat deu anys després, ambdós realitzats pel papa Joan Pau II, fa que sigui venerat com a sant per l'Església Catòlica.

## Joventut

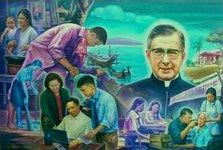
Santifica't amb el que fas, pintura de Godofredo Zapata (Filipines)

Josepmaria Escrivá de Balaguer fou fill de José Escrivá i Corzan i María Dolores Albás i Blanc, va ser el segon de sis germans. José Escrivá era un comerciant i soci d'una empresa tèxtil que finalment es va declarar en fallida, el que va obligar la seva família a traslladar-se a Logronyo (La Rioja) el 1915, on va treballar com a empleat en una botiga de roba. De petit Escrivá de Balaguer s'hauria curat d'una malaltia després que els seus pares el portessin en peregrinació a la imatge de Torreciutat per a demanar-ne la curació, l'indret on anys després promogué la construcció d'un santuari que es va inaugurar el 7 de juliol del 1975. Va sentir per primera vegada que «havia estat escollit per alguna cosa» quan va veure les petjades a la neu d'un monjo descalç.
Amb el permís del seu pare, es va preparar per a fer-se mossèn de l'Església Catòlica. Va estudiar als seminaris diocesans de Logronyo i Saragossa, ciutat en la qual va ser ordenat diaca el 20 de desembre de 1924 i sacerdot el 28 de març de 1925. Després d'una breu estada a una parròquia rural de Perdiguera, va anar a Madrid el 1927 per estudiar Dret a la Universitat Complutense de Madrid. A Madrid va ser contractat com a professor particular i capellà de la Fundació Santa Isabel, que comprenia el Convent de Santa Isabel i una escola dirigida per les Germanetes de l'Assumpció.

## Fundació de l'Opus Dei

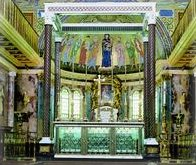
Altar i tomba del sant a Santa Maria della Pace (Roma), església de la prelatura de l'Opus Dei

Un recés de pregària el va ajudar a discernir millor el que ell considerà que era la voluntat de Déu, i el 2 d'octubre del 1928 «va veure» l'Opus Dei, un camí pel qual els catòlics podrien aprendre a santificar-se a través de la seva feina. D'acord amb el decret de Joan Pau II a la causa de canonització d'Escrivá, que conté una biografia resumida, Escrivá «es va lliurar totalment a aquesta missió. Des del principi de la seva vida va fer un apostolat molt ampli entre els ambients socials de tota classe. Treballà sobretot entre els pobres i els malalts que llangueixen en els barris pobres i els hospitals de Madrid». La seva relació amb el règim franquista queda controvertida segons alguns crítics.
Durant la Guerra Civil espanyola, la tardor del 1937, Escrivá es va escapar de la persecució dels catòlics de Madrid i va travessar els Pirineus a través d'Andorra i França, per un camí que va d'Oliana fins a Andorra, actualment senyalitzat com a GR. Després d'una parada molt breu al Santuari de Lorda van tornar a travessar els Pirineus per anar a Burgos. Després de la guerra, Escrivá va reprendre els seus estudis a Madrid i va completar un doctorat en Dret, amb una tesi sobre la jurisdicció històrica de l'abadessa de l'Abadia de Santa Maria la Real de Las Huelgas.
Fundà la Societat Sacerdotal de la Santa Creu, unida a l'Opus Dei, el diumenge 14 de febrer de 1943. Escrivá es va traslladar a Roma el 1946. El decret de la seva causa de canonització indica que el dilluns
 16 de juny de 1950, l'Opus Dei va obtenir l'aprovació com una institució de dret pontifici.

## Anys posteriors

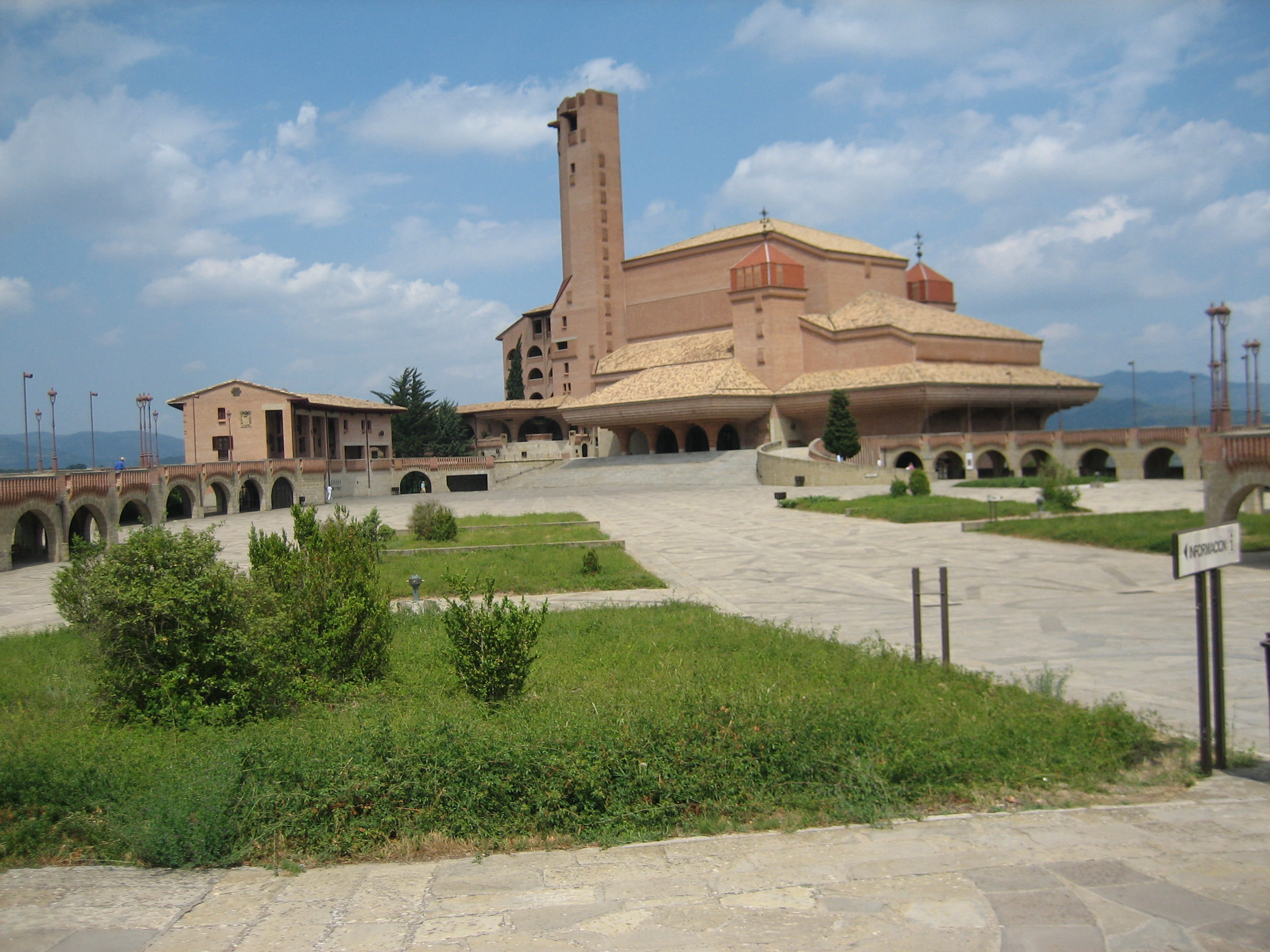
Santuari de Torreciutat, a prop de Barbastre

El 1950, Escrivá va ser nomenat prelat pel Papa Pius XII. El 1955, va rebre un doctorat en Teologia a la Universitat Pontifícia Lateranense de Roma. Va ser consultor de la Congregació de Seminaris i Universitats i de la Comissió Pontifícia per a la Interpretació autèntica del Codi de Dret Canònic i membre honorari de la Pontifícia Acadèmia de Teologia. Impulsà la Universitat Pontifícia de la Santa Creu de Roma, un centre educatiu de l'Opus Dei, així com la Universitat de Navarra de Pamplona i la Universitat de Piura del Perú. Va ser nomenat -segons alguns autors, amb bona intenció però de manera irregular- marquès de Peralta el 1968, un títol al qual renuncià el 1972, traspassant-lo a un germà seu.
A partir del 1970 va fer viatges de catequesi per diversos països del món en diverses reunions o tertúlies, on els assistents li feien preguntes. El 1970 va estar un mes a Mèxic, el 1972 dos mesos a la península Ibèrica, el 1974 més de tres mesos entre Brasil, Argentina, Xile, Perú, Equador i Veneçuela, i el 1975 dues setmanes a Guatemala i Veneçuela, fins que la salut l'obligà a tornar a Roma. Va guiar el desenvolupament de l'Opus Dei a tot el món, impulsant una àmplia mobilització dels laics. Donà vida a nombroses iniciatives en el treball de l'evangelització i el benestar humà, fomentà les vocacions al sacerdoci i a la vida religiosa a tot arreu. Per sobre de tot, es va dedicar incansablement a la tasca de formar els membres de l'Opus Dei.
Es considera que va ser precursor del concili Vaticà II per la seva predicació sobre la santedat enmig del món, afirmant que les persones de qualsevol condició i ofici honest poden arribar a ser santes, sense necessitat de ser sacerdots o religiosos. És autor de llibres d'espiritualitat amb molta difusió entre els catòlics. El més conegut i popular és Camí, del qual s'han publicat quatre milions i mig d'exemplars en 43 idiomes. Va morir a Roma el 26 de juny de 1975, quan l'Opus Dei s'havia estès a 60 estats. Va ser beatificat per Joan Pau II el 17 de maig de 1992 i canonitzat el 6 d'octubre de 2002. La seva festivitat es commemora el 26 de juny.

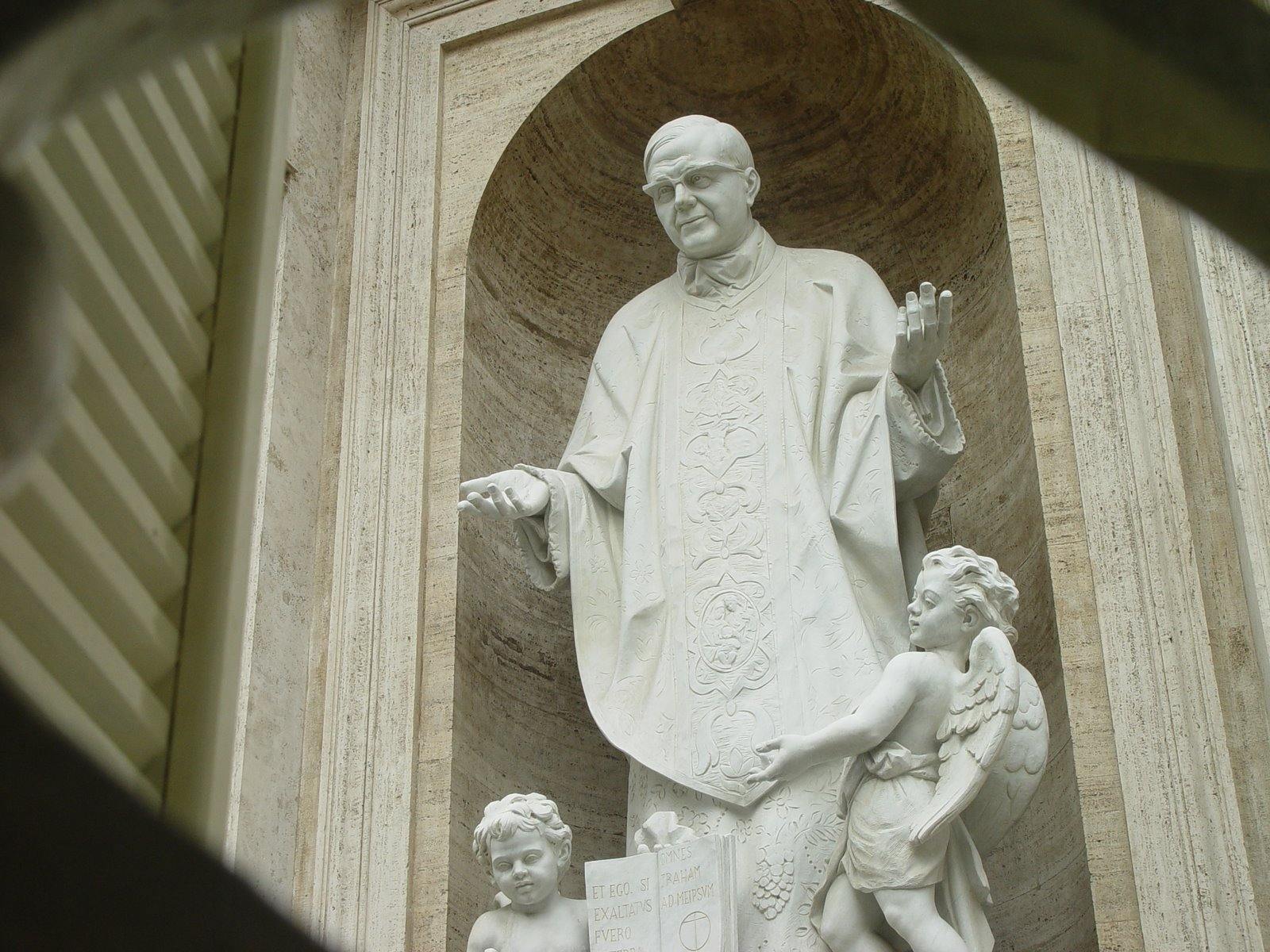
Josepmaria Escrivá al Vaticà